# Satellites naturels d'Uranus
Vous lisez un « bon article » labellisé en 2009.

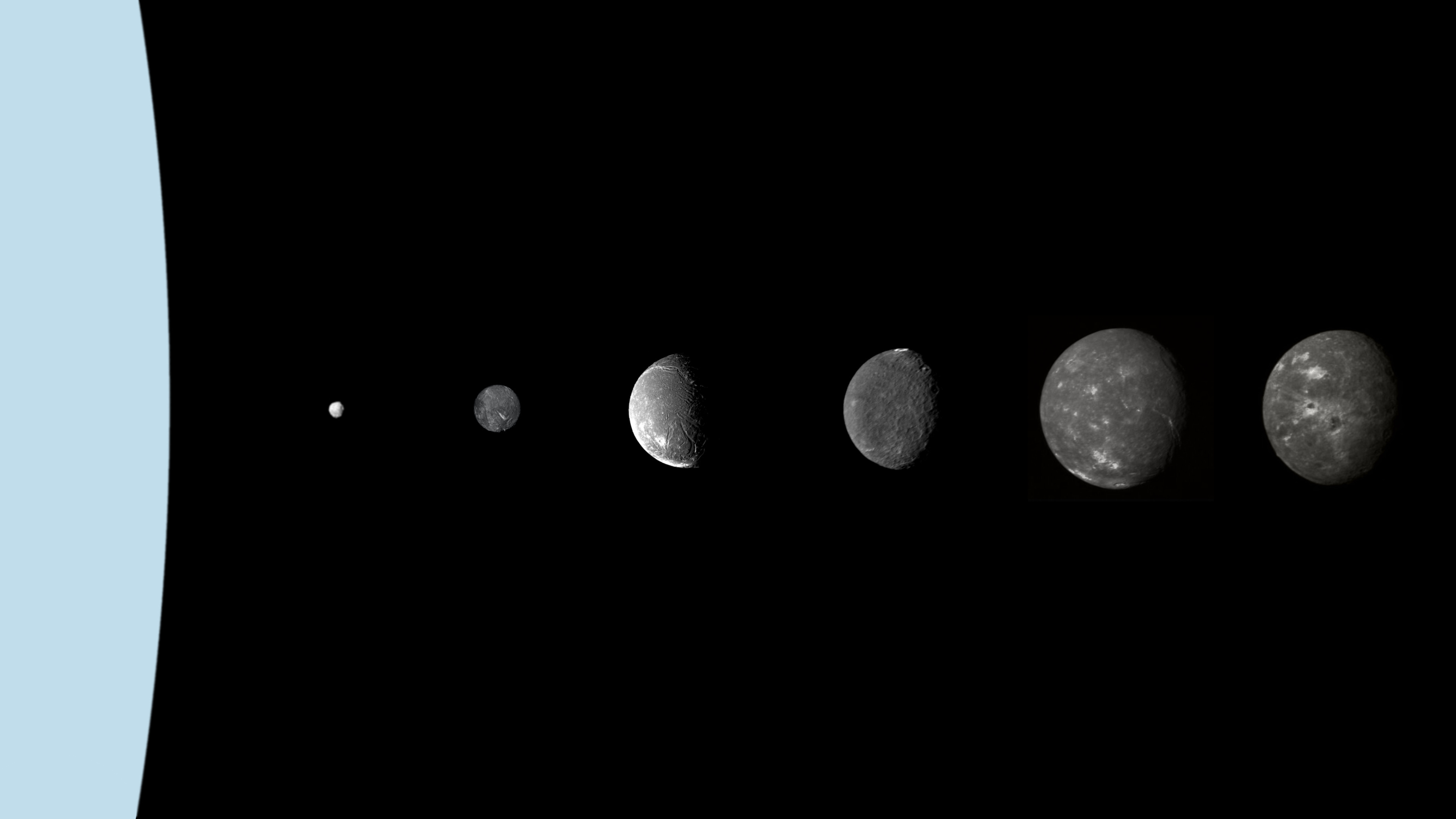
Les six lunes les plus connues d'Uranus (à l'échelle, mais avec des luminosités relatives non respectées) ; de gauche à droite : Puck, Miranda, Ariel, Umbriel, Titania et Obéron.

Uranus, la septième planète du Système solaire, possède 29 satellites naturels connus, dont 27 numérotés et nommés (les deux autres ne sont encore connus que par leur désignation provisoire). William Herschel découvrit les deux premières lunes, Titania et Obéron en 1787 tandis que les autres lunes principales furent découvertes par William Lassell en 1851 (Ariel et Umbriel) et Gerard Kuiper en 1948 (Miranda). Les autres lunes furent découvertes après 1985, pour certaines durant le survol de Voyager 2  et pour les autres par des télescopes au sol,.
Les satellites d'Uranus sont divisés en trois groupes : quatorze satellites intérieurs, cinq satellites majeurs et dix satellites irréguliers. Les satellites intérieurs sont de petits corps sombres qui ont des caractéristiques et une origine communes avec les anneaux de la planète. Les cinq satellites majeurs ont une masse suffisante pour être en équilibre hydrostatique et quatre présentent à la surface des signes d'activité interne tels que la formation de canyons ou du volcanisme. Le plus grand satellite d'Uranus, Titania, est le huitième plus grand du Système solaire avec un diamètre de 1 578 km, mais est vingt fois moins massif que la Lune. Les satellites irréguliers d'Uranus ont des orbites elliptiques et fortement inclinées (en majorité rétrogrades) et orbitent à de grandes distances de la planète.

## Découverte

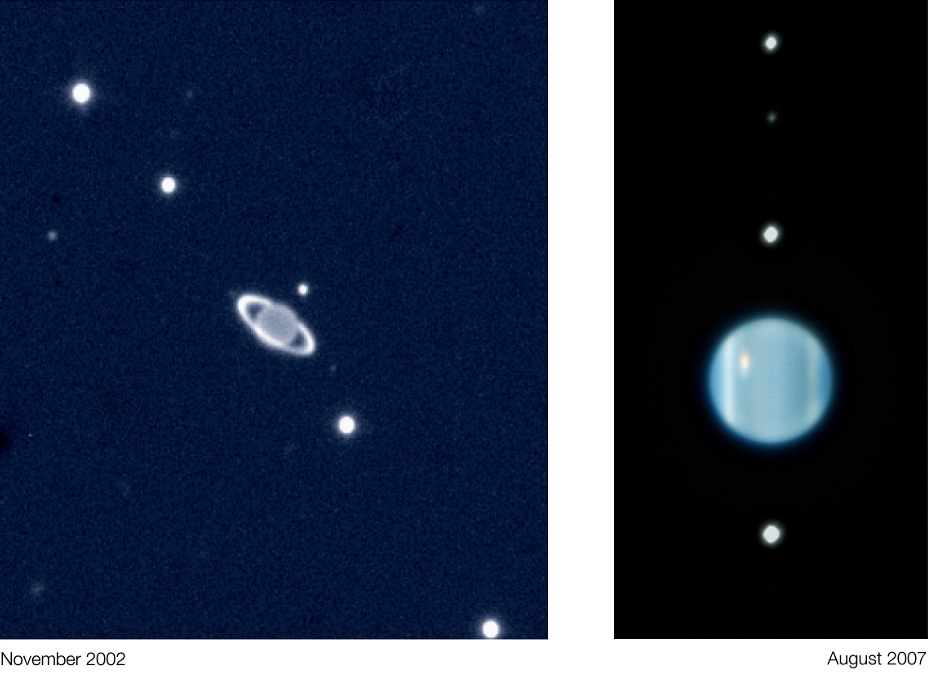
Le système uranien vu en novembre 2002 (ISAAC sur le VLT) et en août 2007 (NACO avec optique adaptative). En 2007, les anneaux étaient vus de côté, d'où le fait qu'ils soient beaucoup moins visibles sur la photo.

William Herschel découvrit les deux premiers satellites (Titania et Obéron) le 11 janvier 1787, six ans après avoir découvert Uranus. Dans les années suivantes, Herschel crut découvrir quatre satellites supplémentaires (voir paragraphe suivant) et peut-être un anneau. Durant une cinquantaine d'années, Herschel fut le seul à avoir observé les satellites d'Uranus. Durant les années 1840, de meilleurs instruments et la position favorable d'Uranus dans le ciel permirent des observations suggérant la présence de lunes supplémentaires. Ariel et Umbriel furent découvertes par William Lassell en 1851. La numérotation des lunes d'Uranus en chiffres romains resta incertaine durant très longtemps et les publications hésitèrent entre la numérotation de Herschel (dans laquelle Titania et Obéron sont II et IV) et celle de Lassell (où ils sont parfois I et II). Avec la confirmation de l'existence d'Ariel et d'Umbriel, Lassell attribua les numéros I à IV par ordre croissant de distance à Uranus. Cette convention fut finalement adoptée. En 1852, le fils de Herschel, John Herschel attribua des noms aux quatre lunes d'Uranus alors connues.
Aucun autre satellite ne fut découvert durant le siècle suivant. En 1948, Gerard Kuiper découvrit Miranda, le plus petit et le dernier des cinq grands satellites sphériques d'Uranus, à l'observatoire McDonald,. Des décennies plus tard, le survol d'Uranus par la sonde Voyager 2  en janvier 1986 permit d'identifier dix lunes intérieures. Puck fut découvert dès la fin de l'année 1985, puis dans le courant de janvier 1986, Juliette, Portia, Cressida, Desdémone, Rosalinde, Belinda, Cordélia, Ophélie et Bianca. Un autre satellite, Perdita, fut découvert en 1999 en étudiant de vieux clichés Voyager 2 (découverte publiée en 2001). Caliban et Sycorax furent découverts par des télescopes terrestres en 1997. Setebos, Stephano et Prospero le furent en 1999, Trinculo, Francisco et Ferdinand en 2001, Margaret, Mab et Cupid en 2003.
Uranus fut la dernière planète géante sans satellite naturel irrégulier connu. Depuis 1997, dix satellites irréguliers extérieurs ont été identifiés à l'aide de télescopes au sol. Deux lunes intérieures supplémentaires, Cupid et Mab, ont été découvertes grâce au télescope spatial Hubble en 2003. La découverte de Margaret est publiée en octobre 2003. Le 23 février 2024 est annoncée la découverte d'un nouveau satellite : S/2023 U 1, satellite irrégulier rétrograde qui semble appartenir au même groupe que Caliban et Stephano. Le 19 août 2025 est annoncée la découverte d'un 29e satellite : S/2025 U 1.
En octobre 2016, on annonce la découverte indirecte de deux satellites intérieurs supplémentaires. Leur présence a été déduite de perturbations qu'ils engendrent sur les anneaux. Ils seraient trop petits et sombres pour être visibles avec les moyens actuels d'observation. Il faudra attendre la mise en service du télescope spatial James Webb en 2018 pour espérer pouvoir les détecter.

### Fausse découverte de quatre satellites supplémentaires par Herschel
Après que Herschel eut découvert Titania et Obéron le 11 janvier 1787, il crut avoir identifié quatre satellites supplémentaires, deux en 1790 (18 janvier et 9 février) et deux en 1794 (28 février et 26 mars). Durant plusieurs décennies, les astronomes crurent qu'Uranus avait six satellites, bien que les quatre derniers n'aient jamais été observés par d'autres astronomes. En 1851, William Lassell découvrit Ariel et Umbriel ce qui invalidait les observations de Herschel. En effet, Herschel aurait dû découvrir Ariel et Umbriel s'il avait effectivement découvert quatre satellites supplémentaires, mais les paramètres orbitaux d'Ariel et d'Umbriel ne correspondent pas à ceux de ces quatre satellites. Selon Herschel, les quatre satellites avaient des périodes sidérales de 5,89 jours (entre Uranus et Titania), 10,96 jours (entre Titania et Obéron), 38,08 et 107,69 jours (au-delà d'Obéron). Les astronomes conclurent que les quatre satellites supplémentaires découverts par Herschel n'existaient pas, Herschel ayant peut-être pris pour des satellites de petites étoiles se trouvant dans le voisinage d'Uranus. La découverte d'Ariel et d'Umbriel fut donc attribuée à Lassell.

## Dénomination

Les masses relatives des satellites d'Uranus. Les cinq satellites majeurs de 0,7 % de la masse totale pour Miranda à 40 % pour Titania. Les autres satellites comptent en cumulé pour 0,1 % de la masse totale et sont difficilement visibles sur le graphique.

Les deux premières lunes d'Uranus furent découvertes en 1787 mais ne reçurent pas de nom avant 1852, un an après que deux lunes supplémentaires eurent été découvertes. C'est John Herschel, fils du découvreur d'Uranus, qui eut la responsabilité de les baptiser. John Herschel ne choisit pas les noms dans la mythologie grecque comme c'était souvent le cas mais parmi les esprits magiques de la littérature anglaise : les fées Obéron et Titania dans Le Songe d'une nuit d'été de William Shakespeare et les sylphes Ariel et Umbriel dans La Boucle de cheveux enlevée d'Alexander Pope (Ariel est également un esprit dans La Tempête de Shakespeare). John Herschel aurait en effet estimé qu'il était logique qu'Uranus, dieu du ciel et de l'air, soit accompagné d'esprits de l'air.
Les noms des satellites découverts au XXe siècle ne suivent pas le thème des esprits de l'air (à l'exception de Puck et Mab). Les noms sont désormais choisis dans les œuvres utilisées par Herschel. Miranda, découverte en 1949, fut nommée par son découvreur Gerard Kuiper d'après un personnage mortel de La Tempête de Shakespeare. La pratique actuelle de l'Union astronomique internationale consiste à tirer les noms des satellites d'Uranus de personnages des pièces de Shakespeare et de La Boucle de cheveux enlevée d'Alexander Pope. Seuls Ariel, Umbriel et Belinda ont des noms issus de cette dernière pièce ; tous les autres ont des noms provenant d'œuvres de Shakespeare. À l'origine, toutes les lunes extérieures devaient leur nom à une pièce, La Tempête. Cependant, cette tendance s'est arrêtée car Margaret est nommée d'après Beaucoup de bruit pour rien.
- La Boucle de cheveux enlevée (un poème d'Alexander Pope) :
  - Ariel, Umbriel, Belinda
- Pièces de William Shakespeare :
  - Le Songe d'une nuit d'été : Titania, Obéron, Puck
  - La Tempête : (Ariel), Miranda, Caliban, Sycorax, Prospero, Setebos, Stephano, Trinculo, Francisco, Ferdinand
  - Le Roi Lear : Cordélia
  - Hamlet : Ophélie
  - La Mégère apprivoisée : Bianca
  - Troïlus et Cressida : Cressida
  - Othello : Desdémone
  - Roméo et Juliette : Juliette, Mab
  - Le Marchand de Venise : Portia
  - Comme il vous plaira : Rosalinde
  - Beaucoup de bruit pour rien : Margaret
  - Le Conte d'hiver : Perdita
  - Timon d'Athènes : Cupid

Plusieurs lunes d'Uranus partagent leur nom avec des astéroïdes : (171) Ophélie, (218) Bianca, (548) Cressida, (593) Titania, (666) Desdémone, (763) Cupidon et (2758) Cordelia.

## Formation
Selon une étude d'astronomes japonais publiée en 2020, les satellites d'Uranus se seraient formés à l'impact d'un corps avec la planète. Cet impact aurait produit un disque de vapeur, lequel se serait ensuite étendu et condensé, les particules de glace produites s'accrétant alors pour former les satellites. Ce modèle réussirait à reproduire la structure (masse et taille) du système uranien.

## Caractéristiques et groupes
Le système de satellites de la planète Uranus est moins massif que ceux des trois autres géantes gazeuses. La masse combinée de ses cinq satellites majeurs est inférieure à la moitié de celle de Triton, la septième plus grande lune du Système solaire. Le rayon du plus grand satellite, Titania, est de 788,9 km, soit la moitié de celui de la Lune, mais légèrement plus élevé que la moitié de celui de Rhéa, la deuxième plus grande lune de Saturne ; Titania est le huitième plus grand satellite du Système solaire. La masse d'Uranus est d'environ 10 000 fois celle de ses lunes.

### Des satellites près des anneaux α et β?
Selon une étude parue en octobre 2016 et basée sur des observations de Voyager 2 , des satellites mineurs mesurant de deux à sept kilomètres pourraient se trouver une centaine de kilomètres en extérieur des anneaux α et β. Une confirmation visuelle à partir d'images de Voyager 2 semble difficile du fait des faibles tailles prédites pour ces lunes mais une confirmation à partir de télescopes terrestres est envisageable.

### Lunes intérieures

Schéma des lunes intérieures, de Miranda et des anneaux d'Uranus

À l'heure actuelle (2008), treize satellites intérieurs ont été détectés autour d'Uranus. Leur orbite est située à l'intérieur de celle de Miranda. Toutes les lunes intérieures sont fortement liées aux anneaux d'Uranus, qui sont probablement issus de la fragmentation d'une ou plusieurs lunes intérieures. Les deux lunes les plus intérieures (Cordélia et Ophélie) sont des « bergers » pour l'anneau ε d'Uranus, tandis que la petite lune Mab est probablement la source de l'anneau µ, le plus extérieur.
Puck est de loin le plus grand satellite intérieur d'Uranus, avec un diamètre de 162 km, et le seul pour lequel les photos prises par Voyager 2 montrent des détails. Puck et Mab sont les deux plus externes des satellites intérieurs d'Uranus. Toutes les lunes intérieures sont des objets sombres : leur albédo géométrique est inférieur à 10 %. Elles sont composées de glace d'eau contaminée par un matériau sombre, qui est probablement issu de composés organiques ayant subi l'effet des radiations.
Les petites lunes intérieures se perturbent constamment les unes les autres. Le système est chaotique et apparemment instable. Des simulations montrent que les lunes pourraient se perturber suffisamment pour que leurs orbites se croisent, ce qui pourrait conduire à des collisions entre des lunes. Desdémone pourrait entrer en collision, soit avec Cressida, soit avec Juliette, durant les 100 prochains millions d'années.

### Satellites majeurs
Uranus a 5 satellites majeurs : Miranda, Ariel, Umbriel, Titania et Obéron. Leur diamètre va de 472 km pour Miranda à 1 578 km pour Titania. Toutes les grandes lunes sont des objets relativement sombres. Leur albédo géométrique est compris entre 30 et 50 %. Leur albédo de Bond est compris entre 10 et 23 %. Umbriel est la lune la plus sombre tandis qu'Ariel est la plus lumineuse. La masse des lunes est comprise entre 6,7 × 1019 kg (Miranda) et 3,5 × 1021 kg (Titania). À titre de comparaison, la masse de la Lune est 7,5 × 1022 kg . Les satellites majeurs d'Uranus se seraient formés dans le disque d'accrétion qui était présent autour d'Uranus durant quelque temps après sa formation ou résultait d'un gros impact dont Uranus fut victime au début de son histoire,.

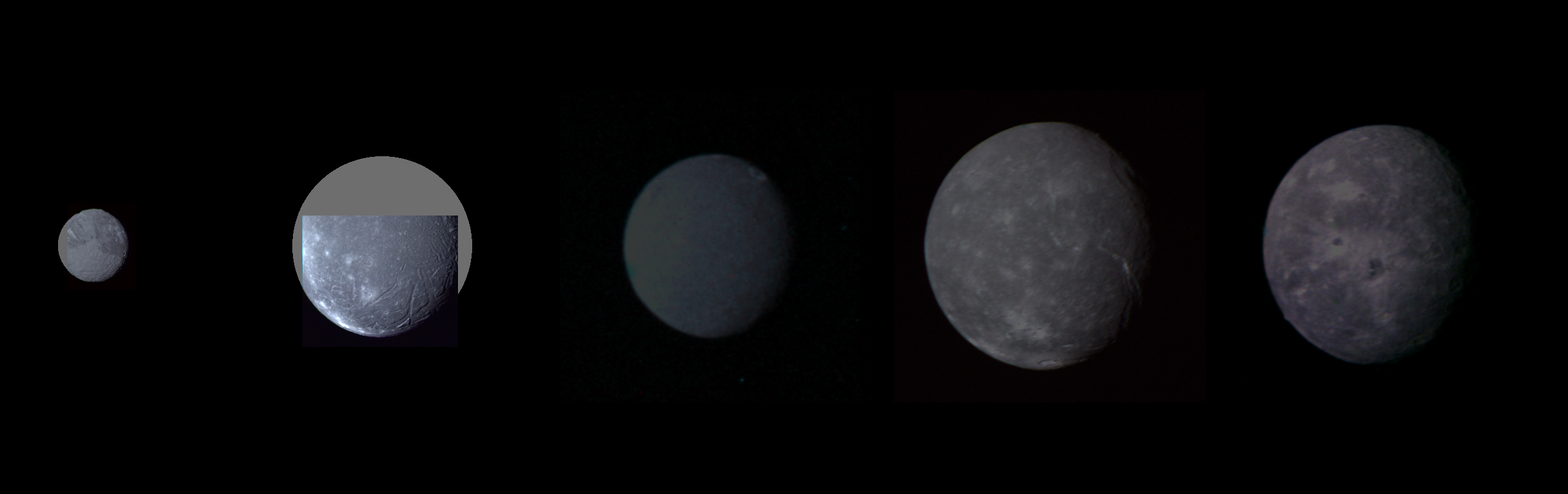
Les 5 satellites majeurs et sphériques d'Uranus avec des tailles et luminosités relatives correctes. De gauche à droite : Miranda, Ariel, Umbriel, Titania et Obéron.

Toutes les lunes majeures sont composées en quantité approximativement égales de roches et de glace, à l'exception de Miranda qui est composée principalement de glace. La glace pourrait contenir de l'ammoniac et du dioxyde de carbone. Leurs surfaces sont fortement cratérisées, bien que tous les satellites (sauf Umbriel) présentent des signes de resurfaçage endogène sous la forme de linéaments (canyons) et dans le cas de Miranda, de structures ovoïdes appelées couronnes. Des processus d'expansion associés à des diapirs sont probablement à l'origine des couronnes. La surface d'Ariel est la plus jeune car elle présente le moins de cratères d'impact tandis que la surface d'Umbriel serait la plus ancienne. Le réchauffement responsable de l'activité endogène passée d'Ariel et Titania serait dû à d'anciennes résonances orbitales 3:1 entre Miranda et Umbriel d'une part et 4:1 entre Ariel et Titania d'autre part,. Une des preuves de telles résonances passées serait l'inclinaison orbitale élevée de Miranda (4,34°) qui est surprenante pour un corps si proche de la planète,. Les plus grandes lunes uraniennes pourraient être différentiées en un noyau rocheux au centre et un manteau glacé. Titania et Obéron pourraient posséder une couche océanique liquide à la frontière entre le noyau et le manteau. Les satellites majeurs d'Uranus ne possèdent pas d'atmosphère notable. Par exemple, aucune atmosphère d'une pression supérieure ou égale à 10-20 nanobars n'a été détectée sur Titania.

#### Ensoleillement aux solstices uraniens

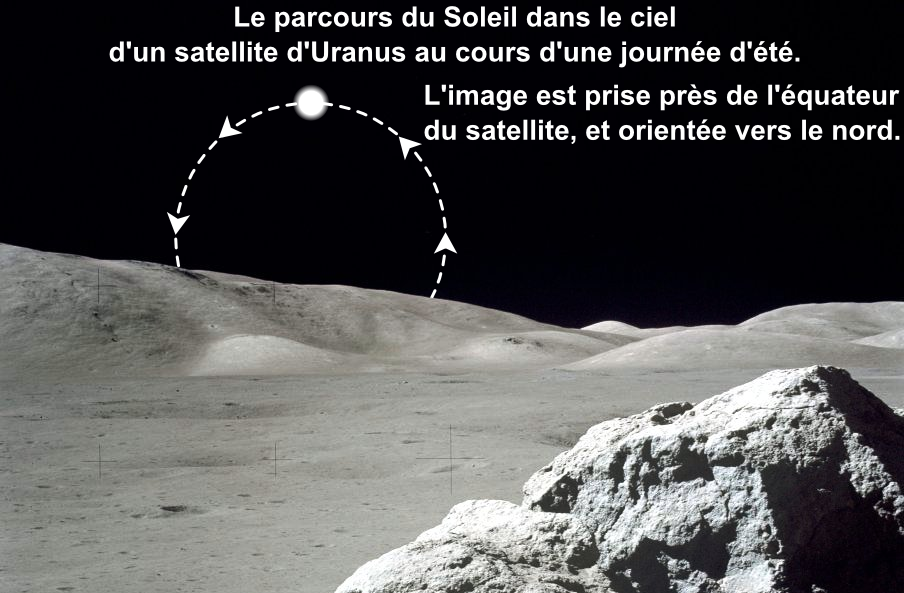
Vue d'artiste de la trajectoire du Soleil dans le ciel d'été d'un des satellites majeurs d'Uranus ; les satellites d'Uranus ont la même obliquité que la planète.
Note : sur ce montage, le paysage est celui de la Lune (terrestre)...

Le parcours quotidien du Soleil dans le ciel d'Uranus et de ses lunes au solstice d'été est relativement similaire à celui de la plupart des autres planètes du Système solaire. Les satellites majeurs ont presque exactement la même obliquité qu'Uranus ; leur axe de rotation est parallèle à celui d'Uranus. Le Soleil trace un cercle dans le ciel autour du pôle céleste d'Uranus et est au plus près à environ 7° de celui-ci. À l'équateur, le Soleil apparait pratiquement au nord ou au sud selon le solstice considéré. 

À partir des latitudes moyennes (plus hautes que 7°), le Soleil trace un cercle d'environ 15° de diamètre dans le ciel d'Uranus (ainsi que de ses satellites) au cours d'un jour local et ne se couche jamais, jusqu'à l'approche de l'équinoxe.

Le diagramme présente les orbites des satellites irréguliers d'Uranus connus à ce jour (2009). L'excentricité des orbites est représentée sur l'axe horizontal par les segments (de périhélie à aphélie) tandis que l'inclinaison est représentée sur l’axe vertical. Les satellites au-dessus de l’axe horizontal sont progrades, ceux au-dessous sont rétrogrades. Le demi-grand axe est exprimé en millions de km et en pourcentage du rayon de la sphère de Hill.
Le demi-grand axe de la sphère de Hill d'Uranus est approximativement de 73 millions de kilomètres.

### Satellites irréguliers
En 2024, dix satellites irréguliers sont connus autour d'Uranus. Leur orbite est au-delà de celle d'Obéron, la grande lune la plus éloignée d'Uranus. Ils ont probablement tous été capturés par Uranus peu après sa formation. Leur diamètre est compris entre 18 km pour Trinculo et 150 km pour Sycorax. Contrairement aux satellites irréguliers de Jupiter, aucune corrélation n’a pas pu été trouvée entre les demi-grands axes et l’inclinaison. Cependant, les lunes rétrogrades peuvent être réparties en deux groupes selon leur excentricité orbitale. Le groupe interne inclut les satellites plus proches (a < 0.15 rH) sur des orbites modérément excentriques (e~0.2) : Francisco, Caliban, Stephano, S/2023 U 1 et Trinculo. Le groupe externe (a > 0.15 rH) comprend les satellites sur les orbites très excentriques (e~0.5) : Sycorax, Prospero, Setebos et Ferdinand.
Aucun satellite n'a une inclinaison comprise entre 60° et 140° en raison de l'instabilité de Kozai. Dans cette zone d'instabilité, les perturbations solaires à l'apoapse modifient les orbites des lunes ; elles acquièrent de grandes excentricités qui mènent à des collisions avec les satellites intérieurs ou à leur éjection. La durée de vie dans la zone d'instabilité est entre dix millions et un milliard d'années.
Margaret est le seul satellite irrégulier d'Uranus connu ayant une orbite prograde. C'est également le satellite du Système solaire ayant l'orbite la plus excentrique, bien que la lune de Neptune Néréide ait une excentricité moyenne plus élevée.[pas clair] En 2008, l'excentricité de Margaret est de 0,7979.

## Liste et caractéristiques principales
| Symbole            | Symbole             | Symbole              | Symbole                                        | Symbole                                          | Symbole                                       |
| ------------------ | ------------------- | -------------------- | ---------------------------------------------- | ------------------------------------------------ | --------------------------------------------- |
| * Groupe de Portia | ° Groupe de Belinda | ‡ Satellites majeurs | † Satellites irréguliers progrades non groupés | ♠ Satellites irréguliers rétrogrades non groupés | ♦ Groupe de Caliban (irréguliers rétrogrades) |

Note : Les satellites d'Uranus sont classés ici par période orbitale croissante. Les satellites suffisamment massifs pour que leur surface ait formé un sphéroïde sont soulignés en bleu clair et sont en gras. Les satellites irréguliers dont les orbites sont progrades sont en gris clair, ceux dont les orbites sont rétrogrades sont en gris foncé. Les groupes identifiés ont leur propre couleur.
| Désignation permanente | Nom         | Image | Diamètre (km) | Masse (1018 kg) | Demi-grand axe (km) | Période orbitale (d), | Inclinaison (°) | Excentricité | Année de découverte | Découvreur                |
| ---------------------- | ----------- | ----- | ------------- | --------------- | ------------------- | --------------------- | --------------- | ------------ | ------------------- | ------------------------- |
| VI                     | Cordélia    |       | 40,2 ± 6      | 0,044           | 49 751              | 0,335034              | 0,08479°        | 0,00026      | 1986                | Terrile (Voyager 2 )      |
| VII                    | Ophélie     |       | 42,8 ± 8      | 0,053           | 53 764              | 0,376400              | 0,1036°         | 0,00992      | 1986                | Terrile (Voyager 2 )      |
| -                      | S/2025 U 1  |       | 8~10          | ?               | 56250 +/- 250       | 0,402                 | ≈ 0             | ≈ 0          | 2025                | El Moutamid et al. (JWST) |
| VIII                   | *Bianca     |       | 51,4 ± 4      | 0,092           | 59 165              | 0,434579              | 0,193°          | 0,00092      | 1986                | Smith (Voyager 2 )        |
| IX                     | *Cressida   |       | 79,6 ± 4      | 0,34            | 61 766              | 0,463570              | 0,006°          | 0,00036      | 1986                | Synnott (Voyager 2 )      |
| X                      | *Desdémone  |       | 64,0 ± 8      | 0,18            | 62 658              | 0,473650              | 0,11125°        | 0,00013      | 1986                | Synnott (Voyager 2 )      |
| XI                     | *Juliette   |       | 93,6 ± 8      | 0,56            | 64 360              | 0,493065              | 0,065°          | 0,00066      | 1986                | Synnott (Voyager 2 )      |
| XII                    | *Portia     |       | 135,2 ± 8     | 1,70            | 66 097              | 0,513196              | 0,059°          | 0,00005      | 1986                | Synnott (Voyager 2 )      |
| XIII                   | *Rosalinde  |       | 72 ± 12       | 0,25            | 69 927              | 0,558460              | 0,279°          | 0,00011      | 1986                | Synnott (Voyager 2 )      |
| XXVII                  | °Cupid      |       | ~18           | 0,0038          | 74 800              | 0,618                 | 0,1°            | 0,0013       | 2003                | Showalter et Lissauer     |
| XIV                    | °Belinda    |       | 90 ± 16       | 0,49            | 75 255              | 0,623527              | 0,031°          | 0,00007      | 1986                | Synnott (Voyager 2 )      |
| XXV                    | °Perdita    |       | 30 ± 6        | 0,018           | 76 420              | 0,638                 | 0,0°            | 0,0012       | 1986                | Karkoschaka (Voyager 2 )  |
| XV                     | Puck        |       | 162 ± 4       | 2,90            | 86 004              | 0,761833              | 0,3192°         | 0,00012      | 1985                | Synnott (Voyager 2 )      |
| XXVI                   | Mab         |       | ~25           | 0,01            | 97 734              | 0,923                 | 0,1335°         | 0,0025       | 2003                | Showalter et Lissauer     |
| V                      | ‡Miranda    |       | 471,6 ± 1,4   | 66 ± 7          | 129 390             | 1,413479              | 4,232°          | 0,0013       | 1948                | Kuiper                    |
| I                      | ‡Ariel      |       | 1 157,8 ± 1,2 | 1 350 ± 120     | 191 020             | 2,520379              | 0,260°          | 0,0012       | 1851                | Lassell                   |
| II                     | ‡Umbriel    |       | 1 169,4 ± 5,6 | 1 170 ± 130     | 266 300             | 4,144177              | 0,205°          | 0.?          | 1851                | Lassell                   |
| III                    | ‡Titania    |       | 1 577,8 ± 3,6 | 3 530 ± 90      | 435 910             | 8,705872              | 0,340°          | 0,0011       | 1787                | Herschel                  |
| IV                     | ‡Obéron     |       | 1 522,8 ± 5,2 | 3 010 ± 70      | 583 520             | 13,463239             | 0,058°          | 0,0014       | 1787                | Herschel                  |
| XXII                   | ♠Francisco  |       | ~22           | 0,0072          | 4 276 000           | −266,56               | 147,459°        | 0,1459       | 2001                | Holman et al.             |
| XVI                    | ♦Caliban    |       | ~72           | 0,25            | 7 231 000           | −579,73               | 139,885°        | 0,1587       | 1997                | Gladman et al.            |
| -                      | ♦S/2023 U 1 |       | ~8            | ?               | 7 978 000           | −680.76               | 141,893°        | 0,1867       | 2023                | Sheppard et al.           |
| XX                     | ♦Stephano   |       | ~32           | 0,022           | 8 004 000           | −677,37               | 141,873°        | 0,2292       | 1999                | Gladman et al.            |
| XXI                    | ♠Trinculo   |       | ~18           | 0,0039          | 8 504 000           | −749,24               | 166,252°        | 0,2200       | 2001                | Holman et al.             |
| XVII                   | ♠Sycorax    |       | ~150          | 2,30            | 12 179 000          | −1288,28              | 152,456°        | 0,5224       | 1997                | Nicholson et al.          |
| XXIII                  | †Margaret   |       | ~20           | 0,0054          | 14 345 000          | 1687,01               | 51,455°         | 0,6608       | 2003                | Sheppard et Jewitt        |
| XVIII                  | ♠Prospero   |       | ~50           | 0,085           | 16 256 000          | −1978,29              | 146,017°        | 0,4448       | 1999                | Holman et al.             |
| XIX                    | ♠Setebos    |       | ~48           | 0,075           | 17 418 000          | −2225,21              | 145,883°        | 0,5914       | 1999                | Kavelaars et al.          |
| XXIV                   | ♠Ferdinand  |       | ~20           | 0,0054          | 20 901 000          | −2805,51              | 167,346°        | 0,3682       | 2001                | Holman et al.             |

Sources : NASA/NSSDC, Sheppard, et al. 2005. Pour les satellites irréguliers récemment découverts (de Francisco à Ferdinand), les données orbitales les plus précises peuvent être générées par le Natural Satellites Ephemeris Service. Ces satellites sont significativement perturbés par le Soleil.

### Source
- (en) Cet article est partiellement ou en totalité issu de l’article de Wikipédia en anglais intitulé « Moons of Uranus » (voir la liste des auteurs).